# حساسیت‌زدایی منظم
یکی از متداول‌ترین روش‌های درمان هراس‌های ویژه، رفتار درمانی‌شناختی است که یک شیوه حساسیت‌زدایی منظم است.
در این شیوه، فرد را با یک روش حساب‌شده و ایمن در معرض موضوع یا موقعیتی که هراس دارد، قرار می‌دهند که متداول‌ترین آن شیوه تدریجی است یعنی ابتدا در ذهن و با کمک قوه تخیل و سپس در واقعیت. مثلاً اگر فردی از عنکبوت هراس دارد از او می‌خواهند تا ابتدا آن را در ذهن مجسم کند سپس عکس‌هایی از عنکبوت را ببیند و سرانجام در واقعیت به یک عنکبوت نگاه کند؛ که البته باید به اندازه کافی بین مراحل فاصله باشد همچنین باید توأم با تکنیک‌های آرام‌بخش باشد و از سوی روان‌درمانگر حمایت و کنترل شود. با تکرار این تجربه، فرد درمی یابد که اگر چه آن موقعیت ناخوشایند است، اما زیان‌بار نیست و با هر بار در معرض مورد هراس‌آور قرار گرفتن احساس کنترل بر آن ترس در فرد بیشتر می‌شود و این احساس کنترل کردن موقعیت و خود، مهم‌ترین دستاورد این شیوه‌است.